# Daumenschellen

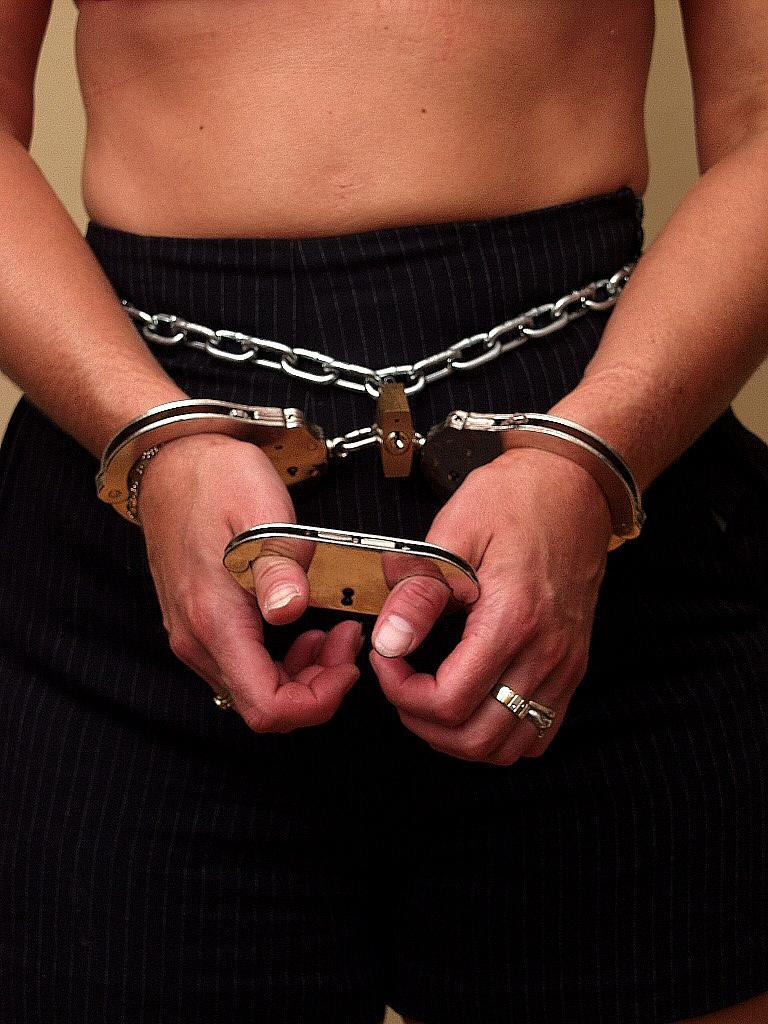
Handschellen mit Bauchkette und Daumenschellen im Bondage-Einsatz

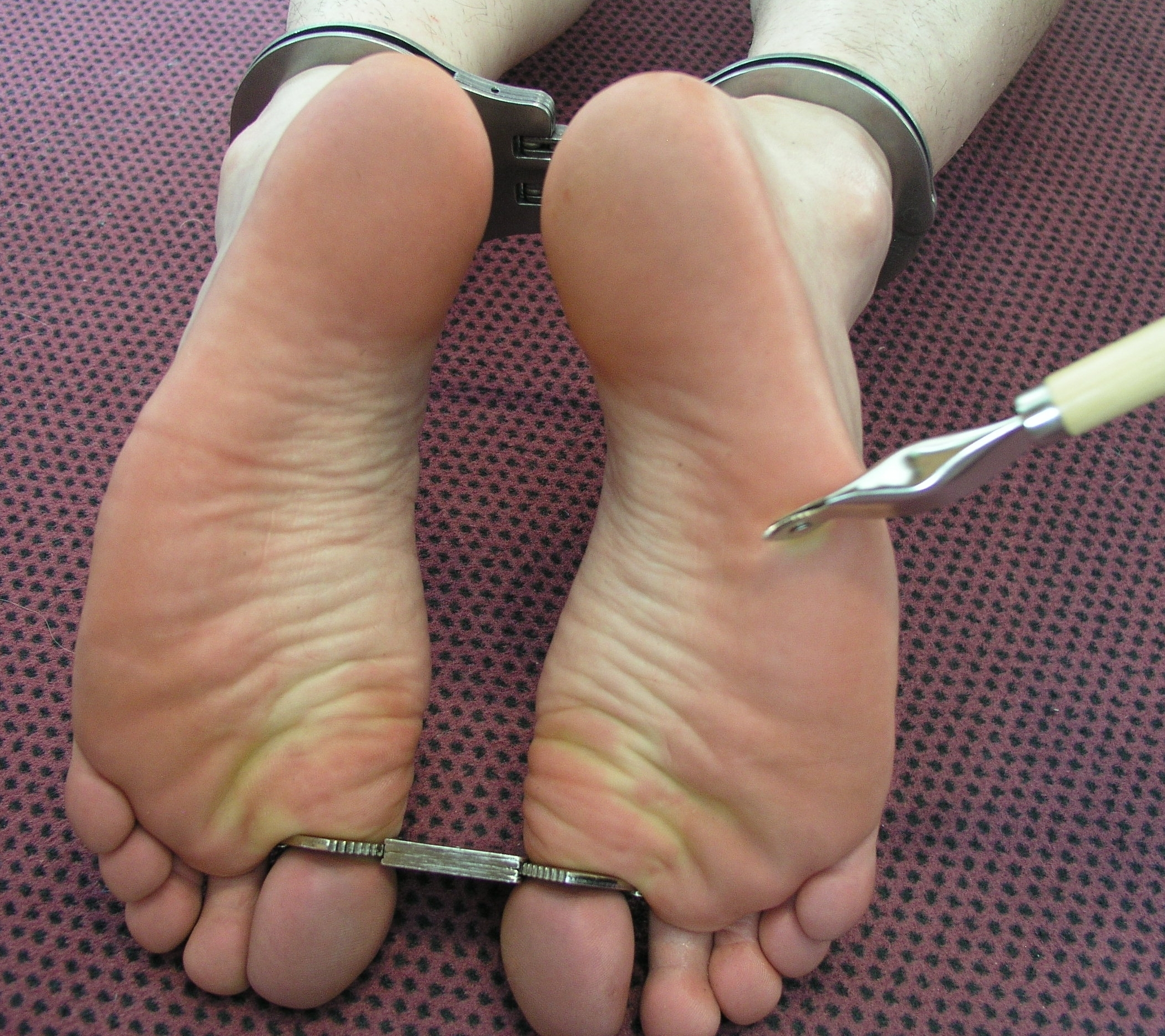
Fesselung der großen Zehen mit Daumenschellen in Kombination mit Scharnierhandschellen an den Fußgelenken

Daumenschellen sind Metallschellen, die für die Fesselung der Daumen gedacht sind. Sie können ebenfalls zur Fesselung der Zehen benutzt werden.
Im Zusammenspiel mit Handschellen ergeben diese eine sehr effektive Fesselung der Hände, die jeden Versuch einer Bewegung sehr unangenehm macht, da die Schellen meist unbeweglich aus einem Stück hergestellt sind. Wenn sie mit dem Schlüsselloch zum Körper hin angelegt werden, ist es schwierig, sich alleine zu befreien, selbst wenn man im Besitz des passenden Schlüssels ist. Im Strafvollzug und Ähnlichem finden diese Fesseln in der Regel keine Anwendung, sie lassen sich fast nur im BDSM-Bereich finden.

## Gefahren
Die Anwendung von Daumenschellen kann zu Nervenschädigungen führen. Insbesondere bei einer dauerhaften Zuglast oder bei einem zu engen Anlegen können Schädigungen eintreten, die in der aktuellen Situation häufig nicht bemerkt werden und zu monatelangen, wenn nicht sogar dauerhaften Nervenschäden führen können. Die Schädigung geht zumeist mit dem Gefühl von Taubheit einher.